# Rørorm
En rørorm er et ormelignende sessilt hvirvelløst dyr, som fæstner sin hale til en undervandsflade og udskiller et mineralrør omkring dets krop, i hvilket rørormen kan trækkes hele sin krop ind i.

## Taksonomi
Rørorme er (ligesom alger) en blandet hovedgruppe og er ikke omfattet i en enkel taksonomisk gruppe. 
Rørorme findes blandt følgende taksonomiske grupper:
- (række) ledorme Annelid (leddelte orme)
  - (klasse) Polychaeta
    - (orden) Canalipalpata
      - (familie) Siboglinidae
        - art Riftia pachyptila (gigant rørorm)
        - slægt Lamellibrachia

      - familie Serpulidae
      - familie Sabellidae
- række Phoronida

| Biologi | Spire Denne artikel om biologi er en spire som bør udbygges. Du er velkommen til at hjælpe Wikipedia ved at udvide den. |